# Västra Ämtervik
Västra Ämtervik è un'area urbana della Svezia situata nel comune di Sunne, contea di Värmland.
La popolazione rilevata nel censimento 2010 era di 366 abitanti.